# Lac d’Allos
Der Lac d’Allos ist einer der größten natürlichen Hochgebirgsseen in Europa. Er liegt auf einer Höhe von 2230 m über den Meeresspiegel im Nationalpark Mercantour in der Provence-Alpes-Côte d’Azur. Es gelten besondere gesetzliche Auflagen hinsichtlich des Pflanzen- und Tierschutzes, Mountainbike, Kampieren usw. Man findet eine artenreiche Flora, einige davon sind endemisch und nur hier zu finden.
Die schnellste Anfahrt führt vom Ort Allos über eine gut ausgebaute Straße nach Laus (mautpflichtig), von dort ist der See in etwa 45 Minuten Gehzeit gut zu erreichen. Im Sommer zwischen 8:30 bis 17 Uhr wird für PKWs (2,10 m Höhenbegrenzung) eine Maut von 8 € und für Zweiradfahrer 2 € erhoben. Außerhalb dieser Zeit kann die Straße auch kostenlos benutzt werden. Ab Parkplatz Cluite (keine Mautpflicht) benötigt man etwa 2 bis 2,5 h.
Entstanden ist der See im Quartär aufgrund der Schneeschmelze. Unweit des Sees befindet sich der Mont Pelat mit einer Höhe von 3053 m. Er kann vom See in 2,5 bis 3 h über einen Wanderweg erreicht werden.
Am See gibt es eine kleine bewirtschaftete Berghütte. Der See kann innerhalb einer Stunde leicht umrundet werden, hier lassen sich gut Murmeltiere beobachten.

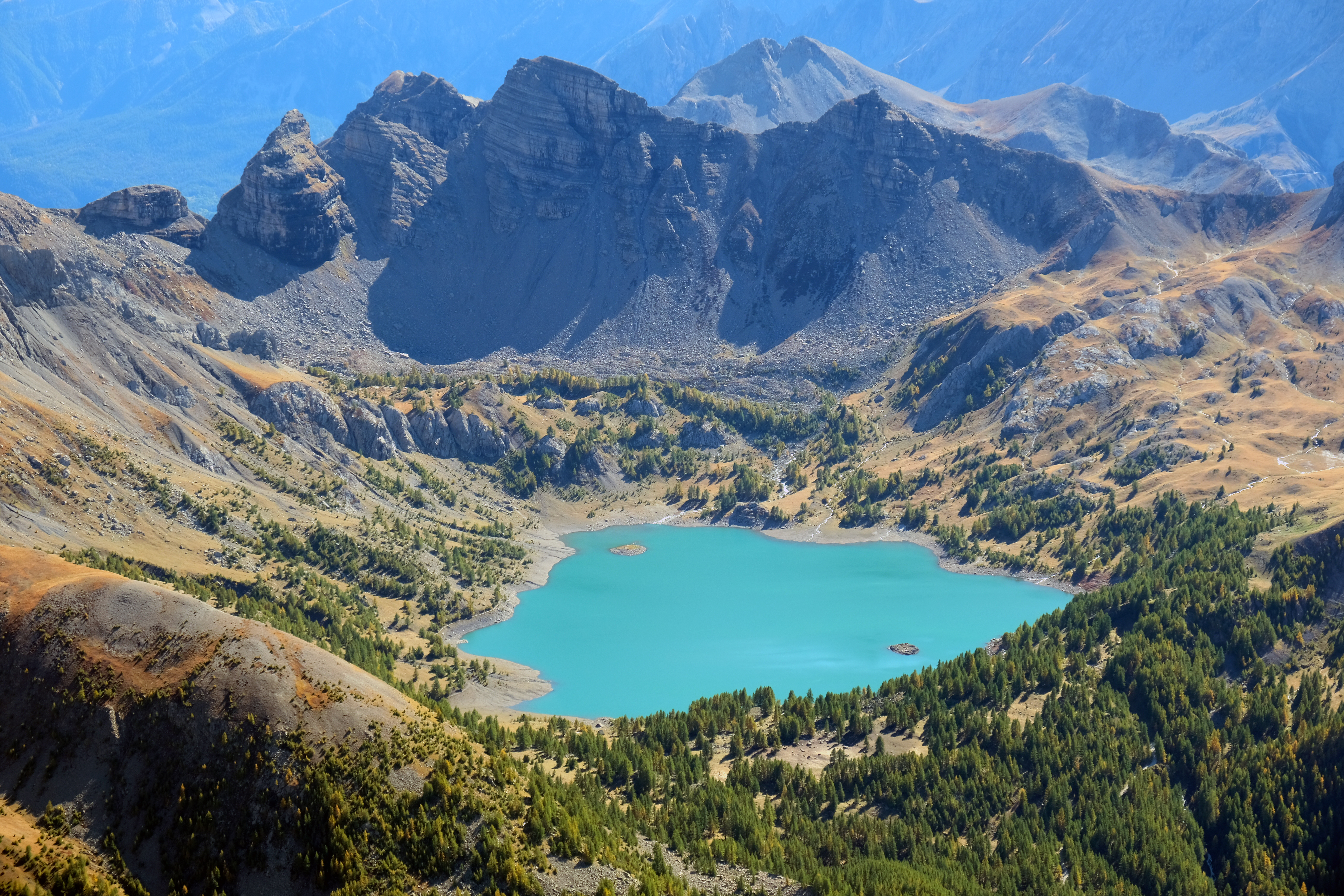
Lac d’Allos vom Segelflieger aus fotografiert